# Nařízení EU o zdravotnických prostředcích
Nařízení evropského parlamentu a rady (EU) 2017/745 ze dne 5. dubna 2017 o zdravotnických prostředcích stanoví pravidla pro uvádění na trh, dodávání na trh nebo uvádění do provozu humánních zdravotnických prostředků a jejich příslušenství v Unii. Toto nařízení se vztahuje rovněž na klinické zkoušky týkající se takových zdravotnických prostředků a příslušenství, prováděné v Unii.

## Změny
Nařízení také mění:
- směrnice 2001/83/ES ze dne 6. listopadu 2001 o kodexu Společenství týkajícím se humánních léčivých přípravků;
- nařízení (ES) č. 178/2002 ze dne 28. ledna 2002, kterým se stanoví obecné zásady a požadavky potravinového práva ;
- nařízení (ES) č. 1223/2009 ze dne 30. listopadu 2009 o kosmetických přípravcích;

a ruší:
- směrnice 90/385/EHS ze dne  20. června 1990 o sbližování právních předpisů členských států týkajících se aktivních implantabilních zdravotnických prostředků; a
- směrnice 93/42/EHS ze dne 14. června 1993 o aktivních implantabilních zdravotnických prostředcích.

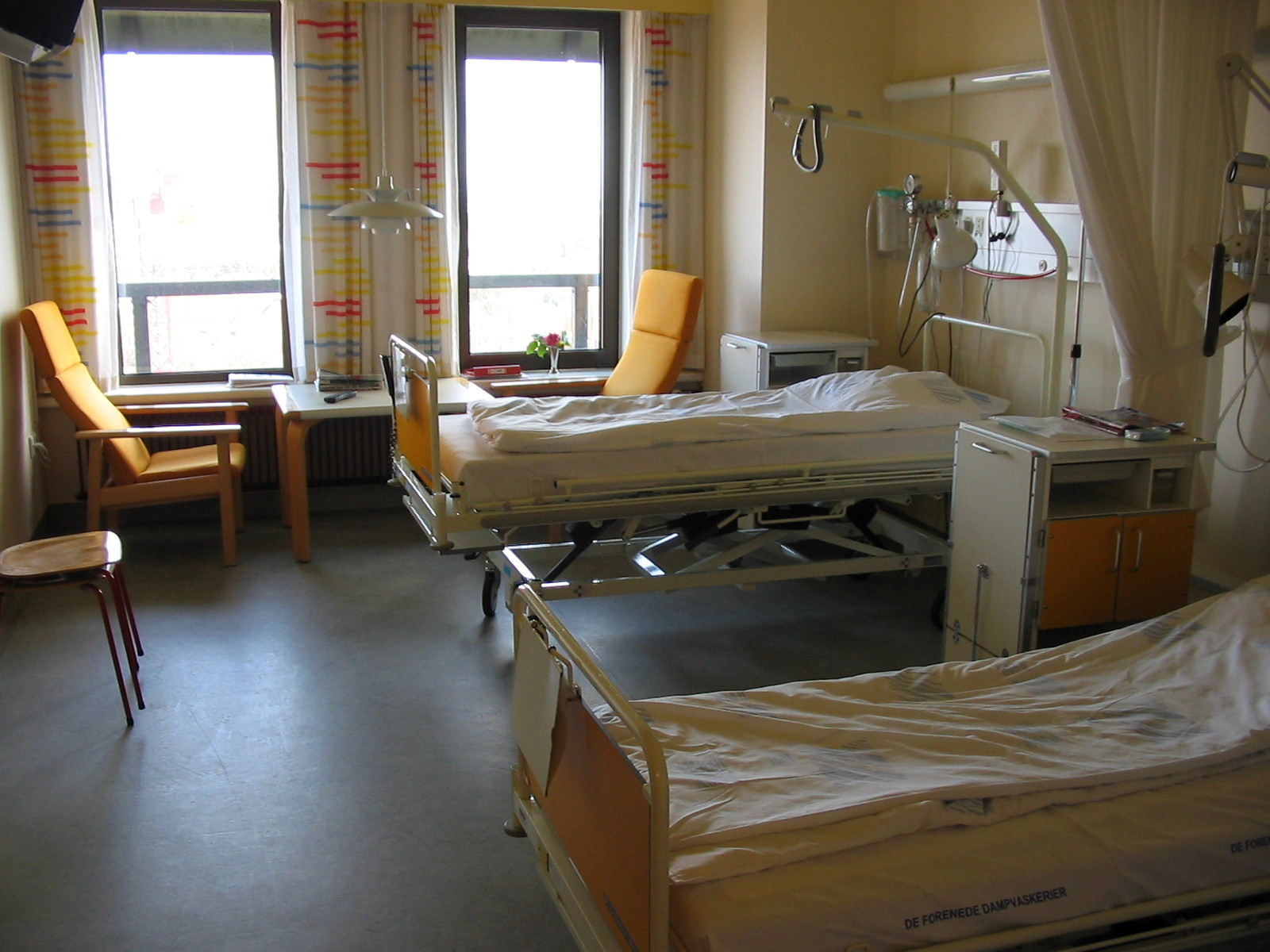
Pokoj v zařízení zdravotní péče

## Definice v nařízení
Zdravotnický prostředek – nástroj, přístroj, zařízení, software, implantát, činidlo, materiál nebo jiný předmět určený výrobcem k použití, samostatně nebo v kombinaci, u lidí k jednomu nebo několika z konkrétních léčebných účelů.